# A Capodanno tutti da me
A Capodanno tutti da me è un film per la televisione del 2025 diretto da Toni Fornari e Andrea Maia come adattamento della loro omonima commedia teatrale.

## Trama
Il senatore Lorenzo Colombo si appresta a festeggiare il suo 75º compleanno e la pensione nella notte del 31 dicembre 2024 insieme ad amici e colleghi. Quando un mago in tv lancia un incantesimo, il politico torna indietro nel tempo insieme alla sua segretaria Elisa incontrando nuovamente Patrizia, la sua compagna dell'epoca, e gli amici storici Ciro e Santo.

## Accoglienza
Il film è stato trasmesso in prima visione e in seconda serata su Canale 5 mercoledì 1° gennaio 2025, registrando una media di 868 000 telespettatori pari al 12,69% di share.